# 9e regering van Israël
De 9e regering (ook bekend als het kabinet–Ben-Gurion VII) was de uitvoerende macht van de Staat Israël van 17 december 1959 tot 1 november 1961 Premier David Ben-Gurion (Mapai) stond aan het hoofd van een coalitie van Mapai, de Nationaal-Religieuze Partij, Mapam, Verenigd in Arbeid, de Agudat Israëlische Arbeiders en de Progressieve Partij.

## Ambtsbekleders
| Ambtsbekleder          | Ambtsbekleder          | Ambtsbekleder                                      | Functie                                       | Ambtstermijn     | Ambtstermijn     | Partij                       |
| ---------------------- | ---------------------- | -------------------------------------------------- | --------------------------------------------- | ---------------- | ---------------- | ---------------------------- |
|                        | David Ben-Gurion       | David Ben-Gurion דָּוִד בֶּן-גּוּרִיּוֹן (1886–1973)         | Premier                                       | 3 november 1955  | 26 juni 1963     | Mapai                        |
| Minister van Defensie  | David Ben-Gurion       | David Ben-Gurion דָּוִד בֶּן-גּוּרִיּוֹן (1886–1973)         | 21 februari 1955                              |                  | 26 juni 1963     | Mapai                        |
|                        | Levi Eshkol            | Levi Eshkol לֵוִי אֶשְׁכּוֹל (1895–1969)                  | Vicepremier                                   | 3 november 1955  | 26 juni 1963     | Mapai                        |
| Minister van Financiën | Levi Eshkol            | Levi Eshkol לֵוִי אֶשְׁכּוֹל (1895–1969)                  | 25 juni 1952                                  |                  | 26 juni 1963     | Mapai                        |
|                        | Golda Meïr             | Golda Meïr גּוֹלְדָּה מֵאִיר (1898–1978)                  | Minister van Buitenlandse Zaken               | 18 juni 1956     | 12 januari 1966  | Mapai                        |
|                        | Chaim-Moshe Shapira    | Chaim-Moshe Shapira חיים משה שפירא (1902–1970)     | Minister van Binnenlandse Zaken               | 17 december 1959 | 16 juli 1970     | Nationaal- Religieuze Partij |
|                        | Pinchas Rosen          | Pinchas Rosen פנחס רוזן (1887–1978)                | Minister van Justitie                         | 28 februari 1956 | 1 november 1961  | Progressieve Partij          |
|                        | Pinchas Sapir          | Pinchas Sapir פנחס ספיר (1906–1975)                | Minister van Economie                         | 3 november 1955  | 25 mei 1965      | Mapai                        |
|                        | Israel Barzilai        | Israel Barzilai ישראל ברזילי (1913–1970)           | Minister van Volksgezondheid                  | 3 november 1955  | 1 november 1961  | Mapam                        |
|                        | Georg Josephthal       | Georg Josephthal ג'ורג 'יוסף (1912–1962)           | Minister van Arbeid                           | 17 december 1959 | 1 november 1961  | Mapai                        |
|                        | Yosef Burg             | Yosef Burg יוסף בורג (1909–1999)                   | Minister van Sociale Zaken en Welzijn         | 17 december 1959 | 1 september 1970 | Nationaal- Religieuze Partij |
|                        | Zalman Aran            | Zalman Aran זַלְמָן אֲרָן (1899–1970)                   | Minister van Onderwijs en Cultuur             | 3 november 1955  | 10 mei 1960      | Mapai                        |
|                        |                        |                                                    | Minister van Onderwijs en Cultuur             | Vacant           |                  |                              |
|                        | Abba Eban              | Abba Eban אבא אבן (1915–2002)                      | Minister van Onderwijs en Cultuur             | 1 augustus 1960  | 12 januari 1966  | Mapai                        |
|                        | Itzhak Ben-Aaron       | Itzhak Ben-Aaron יצחק בן-אהרן (1906–2006)          | Minister van Vervoer                          | 17 december 1959 | 28 mei 1962      | Verenigd in Arbeid           |
|                        | Moshe Dayan            | Rav Aluf Moshe Dayan משה דיין (1915–1981)          | Minister van Landbouw                         | 17 december 1959 | 4 november 1964  | Mapai                        |
|                        | Mordechai Bentov       | Mordechai Bentov מרדכי בנטוב (1900–1985)           | Minister van Ontwikkelingen                   | 3 november 1955  | 1 november 1961  | Mapam                        |
|                        | Bechor-Shalom Sheetrit | Bechor-Shalom Sheetrit בכור-שלום שטרית (1895–1967) | Minister van Openbare Veiligheid              | 14 mei 1948      | 2 januari 1967   | Mapai                        |
|                        | Yaakov Moshe Toledano  | Yaakov Moshe Toledano יעקב משה טולדנו (1880–1960)  | Minister van Religieuze Zaken                 | 1 december 1958  | 15 oktober 1960  | Nationaal- Religieuze Partij |
|                        |                        |                                                    | Minister van Religieuze Zaken                 | Vacant           |                  |                              |
|                        | Benjamin Mintz         | Benjamin Mintz בנימין מינץ (1903–1961)             | Minister van Communicatie                     | 17 december 1959 | 30 mei 1961      | Mapam                        |
|                        |                        |                                                    | Minister van Communicatie                     | Vacant           |                  |                              |
|                        | Abba Eban              | Abba Eban אבא אבן (1915–2002)                      | Minister zonder portefeuille (Algemene Zaken) | 17 december 1959 | 1 augustus 1960  | Mapai                        |
|                        | Shimon Peres           | Shimon Peres שִׁמְעוֹן פֶּרֶס (1923–2016)                 | Viceminister voor Defensie                    | 17 december 1959 | 25 mei 1965      | Mapai                        |